# Nachtangriff
Der Nachtangriff (Night Attack) bezeichnet ein Vorrücken des weißen e-Bauern nach e6 in der Eröffnungsphase mit dem Ziel, die Entwicklung der Figuren am schwarzen Königsflügel zu blockieren.

## Bezeichnung
Der Begriff geht zurück auf Hans Kmoch:

„Since the whole action is designed to catch the defender's forces, so to say, in their sleep, we call it the Night attack.“

## Vorkommen
Der Nachtangriff wird hauptsächlich gegen die Caro-Kann-Verteidigung von Schwarz gespielt, kann jedoch auch gegen die Aljechin-Verteidigung vorkommen. Der Vorstoß des weißen e-Bauern auf e6 in der Eröffnung kommt in der Regel nur in Frage, wenn der schwarze Damenläufer das Feld e6 nicht verteidigen kann. Sei es, weil er die entsprechenden Diagonalen bereits verlassen hat (Caro-Kann) oder durch seinen eigenen Springer auf d7 blockiert ist.

## Partiebeispiel
|   | a | b | c | d | e | f | g | h |   |
| 8 |   |   |   |   |   |   |   |   | 8 |
| 7 |   |   |   |   |   |   |   |   | 7 |
| 6 |   |   |   |   |   |   |   |   | 6 |
| 5 |   |   |   |   |   |   |   |   | 5 |
| 4 |   |   |   |   |   |   |   |   | 4 |
| 3 |   |   |   |   |   |   |   |   | 3 |
| 2 |   |   |   |   |   |   |   |   | 2 |
| 1 |   |   |   |   |   |   |   |   | 1 |
|   | a | b | c | d | e | f | g | h |   |

In der folgenden Partie gewann Maxime Vachier-Lagrave mit den weißen Steinen beim Aljechin-Memorial in Paris 2013 gegen Ding Liren.
Maxime Vachier–Lagrave – Ding Liren 1:0
Paris, 22. April 2013
Caro-Kann-Verteidigung (Vorstoßvariante), B12
1. e4 c6 2. d4 d5 3. e5 Lf5 4. h4 h6 5. g4 Le4 6. f3 Lh7 7. e6 Diagramm Sf6 (mögliche Alternativen wären 7. … Dd6, 7. … fxe6 oder 7. … c5) 8. Lf4 Db6 9. Sc3 Dxb2 10. Kd2 Db6 11. Sge2 a6 12. Tb1 Da7 13. Sa4 b5 14. Sc5 Lg8 15. Le5 fxe6 16. Sf4 Sbd7 17. Sxd7 Sxd7 18. Sg6 Sxe5 19. dxe5 Th7 20. h5 c5 21. f4 Lf7 22. Df3 0–0–0 23. Le2 c4 24. a4 Kc7 25. axb5 axb5 26. Txb5 Dd4+ 27. Ke1 Ta8 28. Tb1 Ta2 29. c3 Dd2+ 30. Kf2 Tc2 31. De3 Dxe3+ 32. Kxe3 Txc3+ 33. Kd4 Tc2 34. The1 Kc6 35. Tb8 Lxg6 36. hxg6 Th8 37. Teb1 Td2+ 38. Ke3 Ta2 39. T8b6+ 1:0

## Bedeutung in der Praxis
Der Nachtangriff wird in der Großmeisterpraxis sehr selten gespielt.